# 1987 RZ
1987 RZ är en asteroid i huvudbältet som upptäcktes den 12 september 1987 av den belgiske astronomen Henri Debehogne vid La Silla-observatoriet.
Asteroiden har en diameter på ungefär 10 kilometer och den tillhör asteroidgruppen Themis.